# Victor Garber
Victor Joseph Garber (London, Ontário, Canadá, 16 de março de 1949) é um ator e cantor canadense. Ele é conhecido por interpretar Jesus em Godspell, John Wilkes Booth no musical Assassins, Thomas Andrews em Titanic, Jack Bristow no seriado Alias, Max no musical Lend Me a Tenor e o embaixador Kenneth D. Taylor em Argo.
Também trabalhou como Martin Stein, na série DC's Legends of Tomorrow, contando com aparições pontuais em The Flash, Arrow e Supergirl, ambas séries baseadas em histórias da DC e contidas no mesmo universo.

## Biografia
Victor Garber nasceu em London no sudoeste de Ontario no Canadá, filho de Joseph "Joe" Garber (falecido em 1995) e da atriz, cantora e apresentadora Hope Garber (falecida em 2005).
Garber começou a atuar aos nove anos, tendo nos anos seguintes estudado na Ryerson Elementary School e na Universidade de Toronto, iniciando sua trajetória no teatro.

## Carreira

### Música
Após um período como cantor solo de música folk, ele fundou em 1967 um grupo chamado The Sugar Shoppe com Peter Mann, Laurie Hood e Lee Harris. O grupo alcançou moderado suceso, entrando no top 40 do Canadá com uma versão da música "Canada" de Bobby Gimby em 1967. Outras três canções do Sugar Shoppe conseguiram posições altas do top 100 canadense em 1967 e 1968. A banda se apresentou no The Ed Sullivan Show e The Tonight Show Starring Johnny Carson antes do fim do grupo em 1970.

### Teatro
Garber construiu uma sólida carreira no teatro, tendo feito parte de grandes produções da Broadway como Sweeney Todd (1979), Assassins (1990), e Damn Yankees (1994). Foi indicado ao Tony Awards quatro vezes e participou de outras produções norte-americanas durante as décadas de 1990, 2000 e 2010.

### Cinema
Victor Garber estreou no cinema em 1973 com o papel de Jesus Cristo no musical Godspell, tendo atuado em produções canadenses, norte-americanas e britânicas. Entre os papeis de maior destaque estão Sintonia de Amor (1993), O Clube das Desquitadas (1996), Titanic (1997), Annie (1999), Argo (2012) e Sem Retorno (2015). Garber é lembrado pela interpretação do construtor naval Thomas Andrews no filme Titanic de James Cameron.

### Televisão
O primeiro trabalho de Garber na televisão foi a comédia da CBS I Had Three Wives de 1985. Seu papel de maior destaque na televisão foi na série Alias entre 2001 e 2006, onde interpretou Jack Bristow, um dos personagens principais, tendo sido indicado três vezes para o prêmio Emmy. Também atuou nas séries Justiça (2006) da Fox, e Eli Stone da ABC em 2008. A partir de 2015, começou a interpretar o Dr. Martin Stein na série Flash, tendo seguido com o personagem na série Legends of Tomorrow.